# Chambersburg (Pennsylvania)
Chambersburg település az Amerikai Egyesült Államok Pennsylvania államában, Franklin megyében, melynek megyeszékhelye is. Lakosainak száma 21 903 fő (2020. április 1.).

## Népesség
A település népességének változása:

| 2010 | 20 268 |
| 2020 | 21 903 |